# Гідроударне буріння
Гідроуда́рне бурі́ння (рос.гидроударное бурение, англ. hydropercussion drilling, нім. Wasserschlagbohren) — спосіб проходження глибоких свердловин, при якому руйнування породи у вибої здійснюється із застосуванням гідравлічних машин ударної дії (гідроударників).
Широке використання одержав з 1970-х рр. для буріння геолого-розвідувальних свердловин глиб. 200—1200 м.
Для Г.б. застосовують коронки діаметром 59-93 мм.
Розрізняють гідроударне буріння: обертальне-ударне з алмазними і твердосплавними коронками і гідроударно-ежекторне.